# الحرب التونسية الجزائرية (1694)
الحرب التونسية الجزائرية هي حرب وقعت سنة 1694 بين إيالة الجزائر (بدعم من إيالة طرابلس) وإيالة تونس.

## الخلفية
منذ تأسيس إيالة تونس، كانت السلطة الفعلية في أيدي الإنكشارية، حيث كانوا ينتخبون حكام البلاد من بينهم، بينما كان باشا تونس، الذي عينه السلطان العثماني، يتمتع بسلطة محدودة. استمر هذا الوضع حتى عام 1613، عندما سيطر مراد باي الأول، وهو إنكشاري من أصول كورسيكية، على السلطة في تونس. أسس مراد باي سلالة المراديين، التي حكمت تونس لأكثر من قرن.
في عام 1675 ، توفي مراد باي الثاني، وترك الإيالة لابنه محمد باي المرادي. ثم نفى محمد باشا الحفصي. نجل مراد الثاني. نتيجة استئثار أخيه بالسلطنة لجأ علي بن مراد إلى بايلك الشرق، في إيالة الجزائر. تحالف علي بن مراد مع قبائل شمال غرب تونس والقائد محمد بن شيكر، ووعدهم بحصة من الذهب والفضة مقابل دعمهم له في سعيه للسيطرة على العرش. حاصر علي بن مراد مدينة تونس، بينما فر محمد باي المرادي إلى القيروان قبل وصول قوات أخيه. حاصر علي مدينة القيروان، لكن تمكن محمد من كسر الحصار والالتقاء بعلي في معركة الكريمة التي دارت في سهل الفحص عام 1677، انتصر علي بن مراد بشكل حاسم في هذه المعركة، وحاصر القيروان بقواته مرة أخرى. عاد بعد ذلك إلى تونس، واعترف به بايًا جديدًا بدلاً من أخيه، الذي ظل محاصرًا في القيروان.
في عام 1679، وُقعت معاهدة بين الأمراء المراديين، محمد باي الثاني وعلي بن مراد، بفضل وساطة داي الجزائر. هدفت هذه المعاهدة إلى وضع حد لصراع على السلطة بين الأمراء، وإعادة السلام والاستقرار إلى تونس، لكن هذا السلام لم يدم طويلاً.
انتخب الإنكشاريون في تونس زعيمهم أحمد شليبي الذي حاول السيطرة على البلاد. فهزمه جيش إيالة الجزائر خشية انتشار الثورة في بلادهم. واستباح جيش الإيالة مدينة تونس عام 1686 وتركوا البلاد في حالة خراب. اشتبه محمد باي في أن شقيقه دعم الجيش الغازي ، فقتله واستولى على السلطة لنفسه.
في 1689، نظمت إيالة الجزائر حملة أخرى على تونس نتيجة محاولة محمد باي من التخلص من التبعية لها، فخلعوا الباي ونصبوا مكانه محمد شاكر، زعيم القبائل الشمالية الغربية.
في 1694،استعاد محمد باي، الذي يحظى بمساندة السكان، سلطته. فزار ابن شكير مدينة الجزائر للتفاوض عام 1694.

## مراحل الحرب

### بداية الحملة

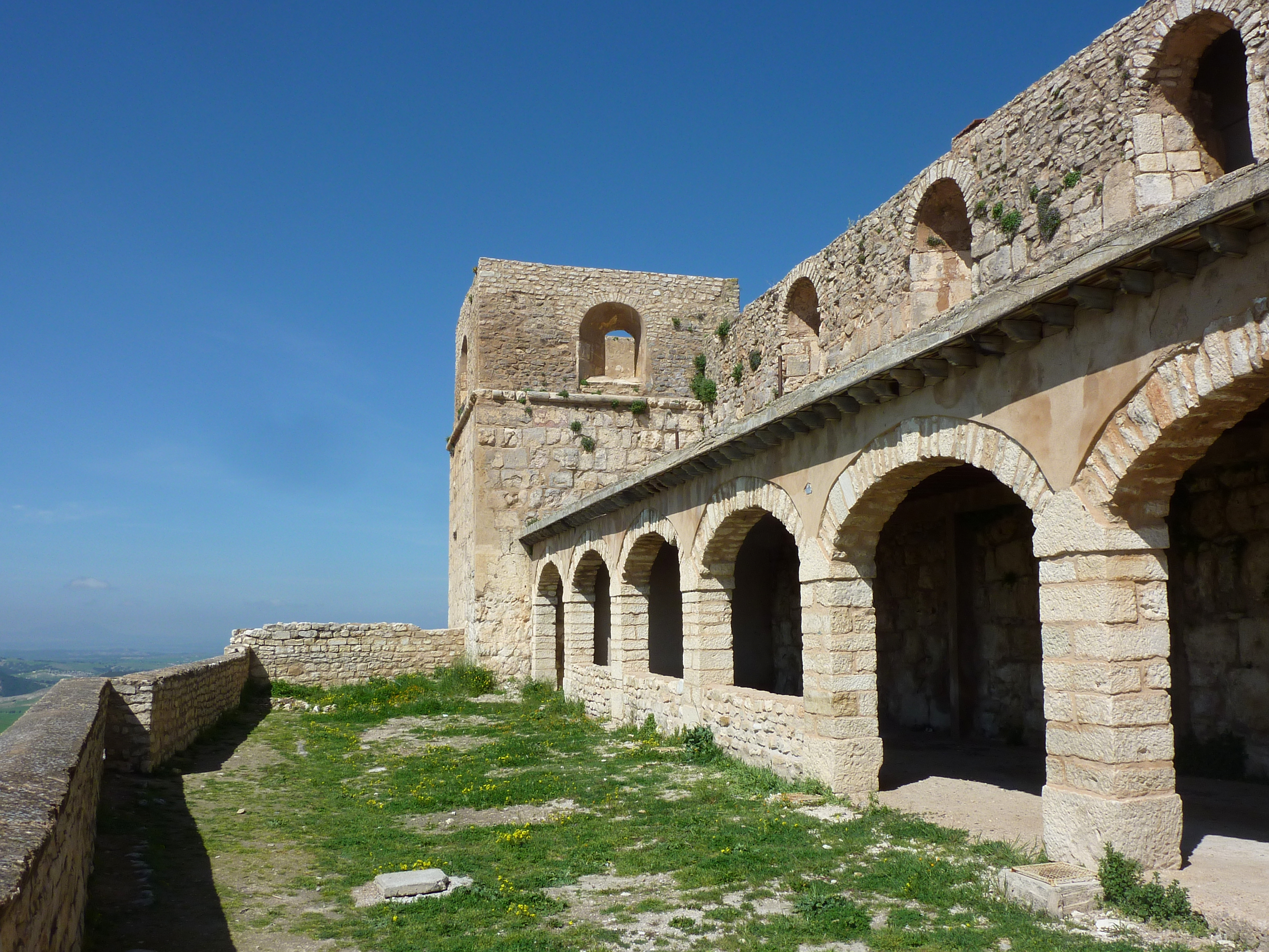
حصن الكاف

وافق الداي الحاج شعبان على مساعدة بن شيكر في غزو أراضي إيالة تونس، وافق محمد بن شيكر وأعلن تمرده. في 24 يونيو، دخلت قوات من إيالة الجزائر، وقوات من بايلك قسنطينة بقيادة علي خوجة باي، والقبائل المتحالفة مع بن شيكر الأراضي التونسية وبدأت تتقدم بسرعة إلى قلب تونس. وبالمقابل تولى محمد باي وملازمه حسين بن علي اللذان تحصنا بقلعة الكاف. قاد الجيوش التونسية محمد باي ومراد بن علي إبراهيم الشريف قائدا، وملازمه حسين بن علي.
بعد سيطرة جيش إيالة الجزائر على عدد قليل من البلدات، تحصن جيش محمد باي بحصن الكاف.[بحاجة لمصدر]

### معركة الكاف الأولى
وصل جيش إيالة الجزائر بسرعة إلى الكاف. حاول محمد باي إنقاذ نفسه بالتحالف مع السلطنة الشريفة، ولم يكن بوسع إسماعيل سلطان المغرب أن يفعل شيئًا سوى إرسال الأسلحة إليه. ونظرا لعلم محمد باي بضعف جيشه، عرض تقديم الجزية لإيالة الجزائر، ولكن الحاج شعبان رفض ذلك وهاجم حصن الكاف في 24 يونيو 1694، فانتهت معركة الكاف الأولى بهزيمة كارثية لجيش محمد باي الذي اضطر للانسحاب إلى مدينة تونس  والتحصن بها.

### حصار تونس
وصلت القوات إيّالة الجزائر مدينة تونس في أغسطس، وبدأت الحصار. على الرغم من المقاومة الشرسة اخترقت المدفعية الجدران، وبعد حوالي 3 أشهر من القتال العنيف ، في نوفمبر ، سقطت مدينة تونس في أيدي الجيوش الغازية ، الذين استباحوا المدينة. وذلك عام 1686.

## تداعيات
اضطر محمد باي إلى الفرار والاختباء في الصحراء. وأصبح محمد بن شيكر سيدًا لإيالة تونس، لكنه اضطر إلى اللجوء إلى عمليات فرض ومصادرة تعسفية من أجل دفع رواتب جيش إيالة الجزائر، مما دمر اقتصاد الإيالة. حكم البلاد لمدة ستة أشهر، من نوفمبر 1694 إلى أبريل 1695. وبسبب سلوكه الاستبدادي، أعطى سكان تونس وسوسة والقيروان الإشارة لمحمد باي بالعودة من منفاه واسترجاع عرشه. هُزم ابن شيكر وأجبر على اللجوء إلى المغرب. دُمر مدرج قديم [بحاجة لتوضيح] إلى حد كبير بقذائف المدفعية خلال المعركة.
بعد الاستقرار، وقع الباي التونسي تحالفًا مع سلطان المغرب إسماعيل بن الشريف، والذي سيؤدي إلى اندلاع الحرب المغاربية.[بحاجة لمصدر]